# Huia cavitympanum
Huia cavitympanum är en groddjursart som först beskrevs av George Albert Boulenger 1893.  Huia cavitympanum ingår i släktet Huia och familjen egentliga grodor. IUCN kategoriserar arten globalt som livskraftig. Inga underarter finns listade i Catalogue of Life.